# Xã Longrun, Quận Ozark, Missouri
Xã Longrun (tiếng Anh: Longrun Township) là một xã thuộc quận Ozark, tiểu bang Missouri, Hoa Kỳ. Năm 2010, dân số của xã này là 76 người.